# Manuel Clavero Arévalo
Manuel Francisco Clavero Arévalo (Sevilla, Andalusia, 25 d'abril de 1926 – ibídem, 14 de juny de 2021) fou un polític i professor universitari espanyol, que exercí diverses vegades com a ministre en els primers governs espanyols post-franquistes.

## Biografia
Va néixer el 1926 a la ciutat de Sevilla, en una família catòlica de classe mitjana. Va estudiar dret a la Universitat de Sevilla, esdevenint posteriorment professor d'aquesta universitat en la qual va tenir alumnes com Adolfo Suárez o Felipe González. El 1971 va ser nomenat rector de la universitat sevillana i va fundar i presidir l'Institut de Desenvolupament Regional.
L'any 1999 fou escollit Fill Predilecte d'Andalusia.

## Activitat política
Va entrar en el món de la política amb la fundació i la presidència del Partit Social Liberal Andalús (PSLA), integrant-se posteriorment aquest partit en la Unió de Centre Democràtic (UCD). En les eleccions generals de 1977 fou escollit diputat al Congrés per la província de Sevilla, essent escollit Ministre Adjunt per a les Regions, càrrec que ocupà fins a finals de la legislatura. Reescollit diputat en les eleccions generals de 1979, fou nomenat Ministre de Cultura i Benestar i President de la UCD andalusa en la formació del nou govern. Va dimitir del seu càrrec el gener de 1980 i va sortir de la UCD per no estar d'acord amb la postura del partit sobre l'autonomia andalusa. Posteriorment va fundar el partit Unitat Andalusa, que tingué una breu existència.